# Friedrich Kurz
Friedrich Kurz (* 1948 in Nürtingen) ist ein deutscher Musical- und Theaterproduzent.
Er produzierte unter anderem sehr erfolgreich 1986 Cats in Hamburg, 1988 Starlight Express in Bochum und 1990 Das Phantom der Oper in Hamburg. Kurz setzte damit den Musical-Boom der achtziger Jahre in Gang, der die deutsche Theaterlandschaft nachhaltig veränderte.

## Leben
Friedrich Kurz besuchte das Gymnasium in Nürtingen, legte das Abitur aber nicht ab. Er wandert Mitte der 1960er nach Auseinandersetzungen in seiner Familie nach Amerika aus. Dort arbeitet er unter anderem für eine Saison als Profifußballer in Philadelphia und später in  Toronto. Teilweise war er auch als Skilehrer aktiv. In dieser Zeit las er viel, vor allem Theaterstücke. Schließlich erhielt er ein Stipendium zum Studium der Literatur- und Theaterwissenschaften am Bethany College, einem privaten College in West Virginia.
1972 kam  er als Manager der US-amerikanischen Mannschaft zu den Olympischen Spielen in München. Er schloss sein Studium ab und studierte noch zusätzliche zwei Semester an der London Film School. Er produzierte einen Film über eine Frau, die mit Skiern das Matterhorn herunterfahren sollte. Das Projekt scheiterte am Wetter. Um seine Schulden aus dem Projekt zu begleichen, betätigte er sich sodann zwei Jahre an der Börse in Deutschland und konnte hierbei offensichtlich viel Geld verdienen.
Wie Friedrich Kurz in seiner Autobiographie „Der Musical-Mann“ beschreibt, bekennt er sich seit einem einschneidenden Erlebnis im Jahr 2004 öffentlich zum Gott Abrahams, Isaaks und Jacobs und seinem Sohn, Jesus den Messias. Sein Bruder ist der Musik-Produzent Bernhard Kurz.

## Musicalproduzent
Durch einen Freund lernte Friedrich Kurz Andrew Lloyd Webber kennen. Lloyd Webber hatte in den USA, in Großbritannien und Wien bereits großen Erfolg mit dem Musical Cats gehabt. In Wien lief das Stück schon seit 1983 vor täglich ausverkauftem Haus. Kurz sah die Möglichkeit mit dem Musical auch in Deutschland erfolgreich werden zu können. Für das Projekt gewann er zahlreiche Anleger. Er baute das Operettenhaus in Hamburg zum Musicaltheater um und ließ dort ab 1986 Cats aufführen. Für die Aufführung des Musicals hatte Kurz die Stella-Theater-Produktions-GmbH gegründet. Friedrich Kurz baute für Cats ein einzig- und neuartiges Marketing- und Vertriebssystem auf, bewarb „nicht nur die Stadt monatelang in einem nie zuvor erlebten Umfang (das raffinierte Cats-Logo erschien zum ersten mal auf den städtischen Verkehrsmitteln), sondern kooperierte mit Reiseveranstaltern, der Deutschen Bahn und sonstigen touristisch relevanten Einrichtungen. Der Erfolg war durchschlagend… Cats wurde somit zum Auftakt einer Erfolgsgeschichte, wie sie nicht häufig in Deutschland geschrieben wird.“
Im Jahr 1988 produzierte Friedrich Kurz Starlight Express in Bochum und ließ dafür eigens das Starlight Express Theater bauen – dieses Theater wird von vielen Experten heute als Hauptgrund für den anhaltenden Erfolg dieser Produktion gesehen, die seit mehr als 30 Jahren im selben Theater läuft. Produktionen am Broadway oder im Londoner Westend in Theatern mit traditionellen Guckkastenbühnen waren nicht weniger erfolgreich. Die Londoner Produktion lief vom 27. März 1984 bis zum 12. Januar 2002 und spielte 7406 Vorstellungen. Am Broadway lief die Show vom 15. März 1987 bis zum 8. Januar 1989 und spielte 761 Vorstellungen.
Anschließend produzierte Friedrich Kurz 1990 Das Phantom der Oper, wieder in Hamburg. Auch hier wollte er ein neues Theater bauen, aber nachdem das Vorhaben am ursprünglichen Standort, der Roten Flora, politisch nicht durchsetzbar war, verteuerte sich das Projekt mit dem Bau der Neuen Flora und Rolf Deyhle wurde Geschäftspartner von Kurz. 1991 kam es zum Streit zwischen den Partnern und Deyhle kaufte Kurz seine Anteile ab, nachdem Kurz vor einem Londoner Gericht einen langwierigen Rechtsstreit gegen Deyhle gewonnen hatte. Im Verlauf dieses Rechtsstreits war Deyhle von einem Londoner Richter als „Legal Criminal“ bezeichnet worden.
Mit seinen Berliner Produktionen Sag mir, wo die Blumen sind (später Marlene) über Marlene Dietrich im Theater am Kurfürstendamm und dem Stück Shakespeare and Rock’n Roll an der Freien Volksbühne Berlin konnte er nicht an die Hamburger und Bochumer Erfolge anknüpfen.
Im Jahr 2011 kündigte Friedrich Kurz ein Musiktheaterprojekt in Dresden an. Er wollte dort am Ferdinandplatz (zwischen Warenhaus Karstadt, Neuem Rathaus und Georgplatz) vom Architekten Daniel Libeskind ein neues Theater für das Musical Michelangelo (über die Lebensgeschichte des Renaissance-Künstlers) errichten lassen. Die Premiere war für 2016 geplant. Die Umsetzung des Projekts kam nicht zustande.